# Vincenzo Giacotto
Vincenzo Giacotto (Grugliasco, 18 aprile 1923 – Torino, 10 luglio 1970) è stato un dirigente sportivo italiano, direttore sportivo di formazioni ciclistiche professionistiche tra gli anni 1950 e 1960.

## Carriera
Da dirigente sportivo guidò dal 1956 al 1964 la Carpano. Fu poi direttore tecnico per la Sanson, e quindi per la formazione italo-belga Faema (Faemino nel 1970). Fin dagli inizi riuscì ad avere in squadra grandi campioni: i primi, alla Carpano, furono Fausto Coppi e Ferdi Kübler, entrambi ormai agli ultimi anni di carriera, poi anche Gastone Nencini, Nino Defilippis, Franco Balmamion e un giovane Italo Zilioli. Alla Sanson diresse ancora Balmamion e Zilioli, mentre alla Faema, squadra italo-belga ebbe in squadra Patrick Sercu ed Eddy Merckx.
Con Balmamion vinse il Giro d'Italia nel 1962 e nel 1963, mentre con Merckx trionfò nel 1968 e nel 1970. Morì prematuramente a causa di un cancro nel 1970, proprio mentre Merckx stava vincendo una tappa al Tour de France. 